# ميتل سونيك

ميتل سونيك

ميتل سونيك (بالإنجليزية: Metal Sonic ؛ باليابانية: メタル ・ソニック، ميتاروه سونيكوه) هو شخصية خيالية من سلسلة ألعاب فيديو القنفذ سونيك من إنتاج سيجا، وهو الآلي يشبه سونيك، المخترع من قبل الد. إغمان ظهر أول مرة في لعبة سونيك سي دي.